# Варново (Західнопоморське воєводство)
Варново (пол. Warnowo) — село в Польщі, у гміні Волін Каменського повіту Західнопоморського воєводства.
Населення — 341 особа (2011).
У 1975-1998 роках село належало до Щецинського воєводства.

## Демографія
Демографічна структура станом на 31 березня 2011 року:
|          | Загалом | Допрацездатний вік | Працездатний вік | Постпрацездатний вік |
| -------- | ------- | ------------------ | ---------------- | -------------------- |
| Чоловіки | 171     | 26                 | 133              | 12                   |
| Жінки    | 170     | 26                 | 99               | 45                   |
| Разом    | 341     | 52                 | 232              | 57                   |